# Quinta justa
O intervalo de quinta justa é um intervalo entre duas notas distantes entre si 7 semitons, ou 3 tons e meio. Por exemplo, a quinta justa de C é G, a de C# é G#, a de D é A, etc.
A quinta justa é considerada, na música ocidental, uma consonância perfeita, já que, aos ouvidos ocidentais, as duas notas se fundem em agradável harmonia.

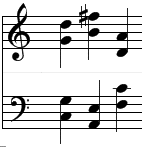
Alguns intervalos de quinta.

Na escala pitagórica, as frequências de duas notas que distam um intervalo de quinta justa estão numa relação de 3/2. A escala temperada requer que essa relação assuma um valor ligeiramente diferente, expresso por: {\displaystyle {\sqrt[{12}]{2^{7}}}=1,4983\ldots } , muito próximo de 3/2 = 1,5.
Para Pitágoras, o número três representava a divindade e o intervalo 3/2 a perfeição musical[carece de fontes?]. O seu sistema musical foi todo construído com base nesse intervalo.
O terceiro harmónico de uma nota, que é forte e facilmente reconhecido, corresponde a três vezes a sua frequência fundamental, o que, devido à equivalência das oitavas, significa que corresponde a uma quinta justa (em termos de significado harmónico 3=3/2=3/4=6=...).